# Chaetomitrium integrifolium
Chaetomitrium integrifolium är en bladmossart som beskrevs av Edwin Bunting Bartram 1961. Chaetomitrium integrifolium ingår i släktet Chaetomitrium och familjen Hookeriaceae. Inga underarter finns listade i Catalogue of Life.